# گندمرغ
گَندمُرغ یا هوتزین (Hoatzin) یا مرغ بدبو (نام علمی: Opisthocomus hoazin) پرنده‌ای کاکُل‌دار بومی آمریکایی جنوبی است که در جنگل‌های رودخانه‌ای، مرداب‌ها، جنگل‌های حرای حوزهٔ آمازون و دلتای اورینوکو زندگی می‌کند و بیشتر در میان درختان یافت می‌شود.
گندمرغ قهوه‌ای، سیاه و و زیتونی‌رنگ است.
این پرنده به این خاطر معروف است که جوجه‌های آن در سال‌های نخست زندگی، روی دو بال از بال‌های خود پنجه دارند تا بهتر بتوانند از درختان بالا بروند.
نوع خویشاوندی گندمرغ با دیگر پرندگان هنوز به‌طور درستی مشخص نشده‌است و آن را در خانواده‌ای جدا به نام کاکل‌پریشانان قرار داده‌اند.
این پرنده کبک‌مانند ۶۵ سانتی‌متر قد و گردنی دراز و سری کوچک دارد.
در میان پرندگان «هوآتزین» قدیمی‌ترین گونهٔ پرنده‌ای است که هنوز هم بر روی زمین زندگی می‌کند. این پرندگان از اقوام دایناسورهای پرنده هستند که در زمان دایناسورها منقرض شدند. «گندمرغ» دارای چهره‌ای به مانند دایناسورهاست و نکته جالب در مورد آن این است که دستگاه گوارشی به مانند گاوها دارد.